# Добыча урана в Казахстане
Добыча урана является одной из ведущих отраслей горнодобывающей промышленности Казахстана. Страна занимает первое место в мире по добыче урана и второе по его запасам, уступая лишь Австралии. По данным Всемирной ядерной ассоциации (WNA), в 2021 году в Казахстане было добыто 21 819 тонн урана (45,14 % от мировой добычи), а запасы урана по данным на 2019 год составляли 906 800 тонн (15 % от мировых запасов).

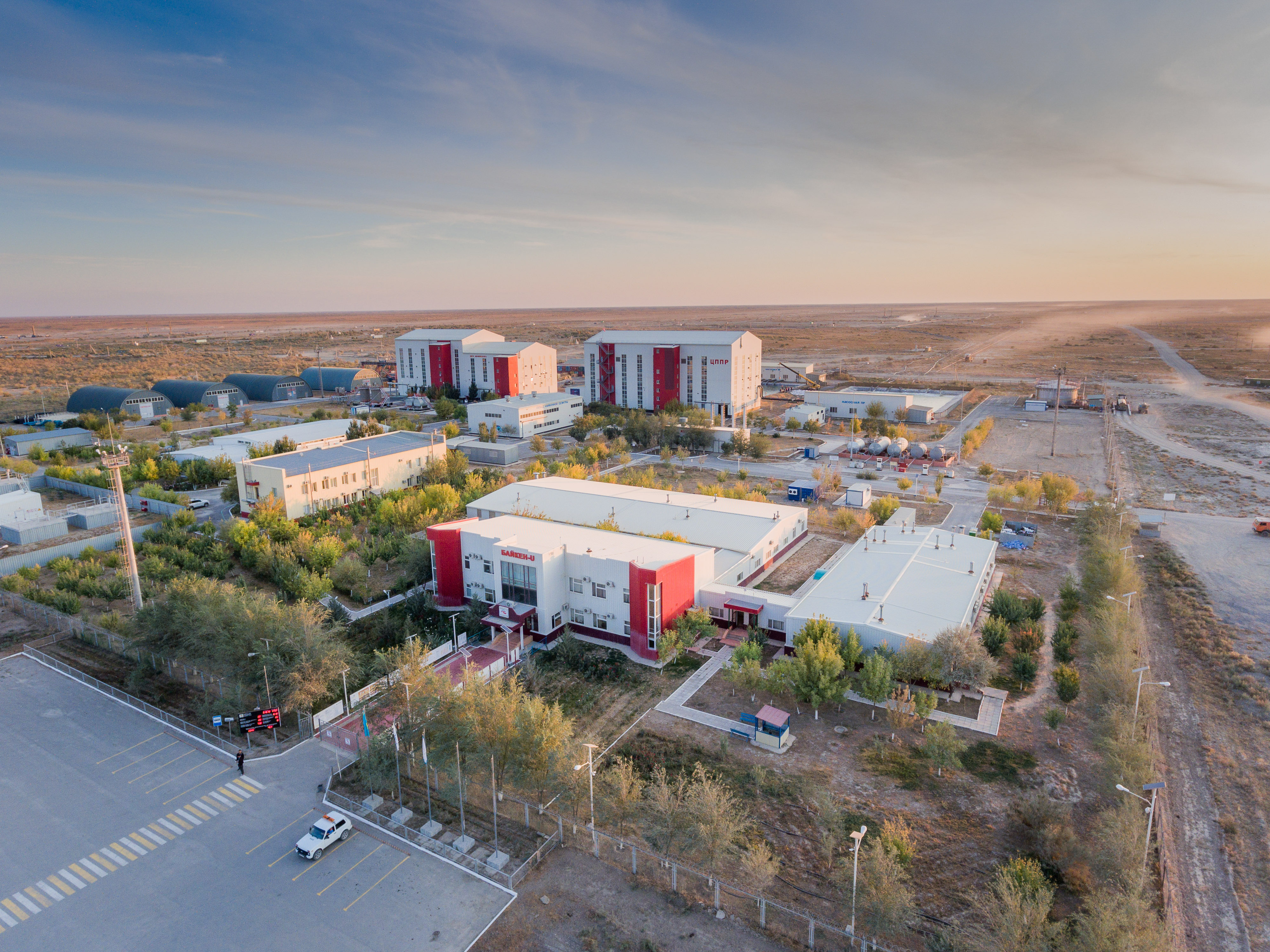
Урановый рудник Байкен в Казахстане

На 01.01.2015 года в Казахстане выявлено 145 месторождений урана различных типов, свыше 200 рудопроявлений и более 30 тысяч радиоактивных аномалий.

## История
Впервые уран в Казахстане начали добывать еще в 1948 году, однако до конца 1990‑х годов Казахстан не считался серьезным игроком на рынке добычи урана. В 1963 году, в целях расширения добычи полезных ископаемых, министерством среднего машиностроения СССР на полуострове Мангышлак был заложен город Шевченко (ныне Актау) и создано ведущее градообразующее предприятие Прикаспийский горно-металлургический комбинат (ПГМК) в структуру которого вошел обогатительный Химико-гидрометаллургический завод (ХГМЗ). В мунайлинском районе Мангышлакской области располагался самый большой в СССР карьер (Карьер № 4) по добыче урана. Помимо урана на полуострове залегает порядка 70% балансовых запасов редкоземельных металлов РК. В 1973 году в Шевченко был запущен первый в мире атомный реактор на быстрых нейтронах БН-350. Однако после распада СССР добыча на полуострове стала снижаться и к 2015 году была полностью остановлена. В 1997 году в Казахстане добывалось порядка 800 тонн сырья (13‑е место в мире), а ведущая компания по добыче урана, «Казатомпром», испытывала серьезные финансовые трудности. К 2009 году Казахстан вышел в лидеры по добыче урана в мире и служил главным источником руды для крупнейших ядерных программ в мире. В 2010 году, по отчётам компании, добыча урана увеличивалась почти на 30%, а производство других урановой продукции увеличилось на 40%.

## Добыча
Основную работу по добыче урана в Казахстане проводит нацкомпания «Казатомпром», объединяющая в своей структуре 13 горнорудных активов на 26 участках добычи по всему Казахстану добывая уран подземно-скважинным выщелачиванием. «Казатомпром» является также национальным оператором Казахстана по экспорту урана и его соединений. Компания заключила контракты со многими странами, такими, как Россия, Китай, Япония, Франция, Канада и Индия, о поставке руды, разведке и её добыче.
В 2020 году, в связи с падением уровня цен на уран, вызванным периодом избыточного предложения, Казахстан выступил с инициативой по снижению объемов добычи в течение ближайших 2-х лет. Такое предложение, по мнению представителей «Казатомпрома», может привести к сокращению поставок в объеме до 5 600 т урана от ожидаемой мировой добычи в 2021 году.

### Места добычи
Основные месторождения, на которых ведётся добыча:
- Мойынкум и Торткудук, Канжуган
- Инкай, участки 1-3[12]
- Будёновское 2
- Мынкудук (Центральный, Восточный ,Западный)[12]
- Северный и Южный Карамурун
- Северный и Южный Харасан
- Заречное
- Ирколь
- Южный Инкай (Блок 4)[1]

## События

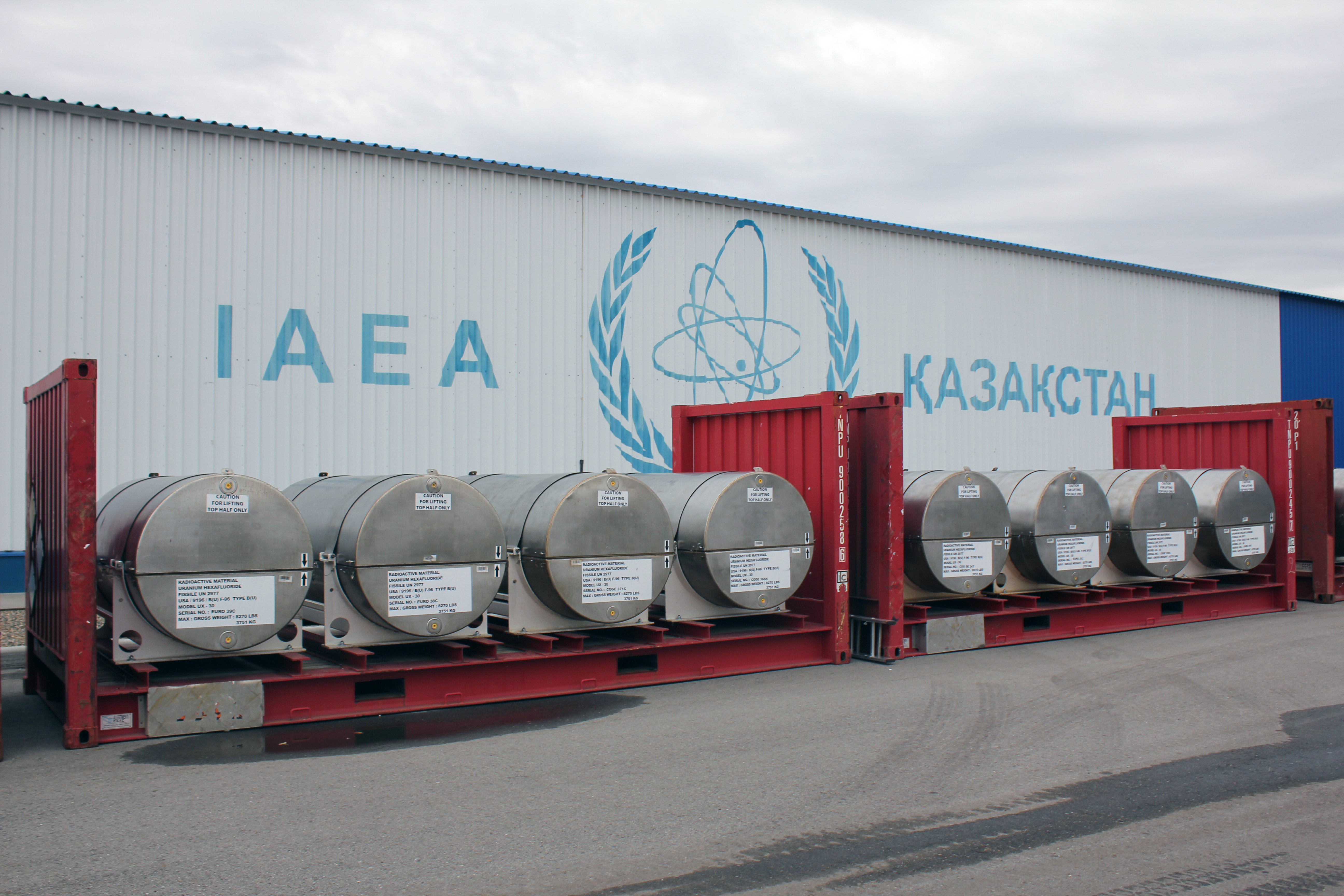
Банк низкообогащенного урана МАГАТЭ, Усть-Каменогорск, Казахстан

В Казахстане создан первый в мире Банк низкообогащенного урана. Банк НОУ МАГАТЭ стал физическим запасом низкообогащенного урана. 17 октября 2019 года, в день открытия банка, на территорию Ульбинского металлургического завода в Усть-Каменогорске была доставлена первая партия низкообогащенного урана. Партия была отгружена из предприятия группы «Orano» во Франции. Само здание банка НОУ было торжественно открыто еще в августе 2017 года в ходе телемоста между президентом Казахстана Нурсултаном Назарбаевым и генеральным директором МАГАТЭ Юкия Амано.